# Monticelli d’Ongina
Monticelli d’Ongina (emilián nyelven Muntṡéi) település Olaszországban, Emilia-Romagna régióban, Piacenza megyében. Lakosainak száma 5138 fő (2023. január 1.). Monticelli d’Ongina Caorso, Castelnuovo Bocca d’Adda, Castelvetro Piacentino, Crotta d’Adda, Spinadesco, Villanova sull’Arda, Cremona és San Pietro in Cerro községekkel határos.

## Népesség
A település lakossága az elmúlt években az alábbi módon változott:
| Lakosok száma | 5278 | 5287 | 5138 |
|               | 2017 | 2018 | 2023 |